# Muzeum Kon-Tiki

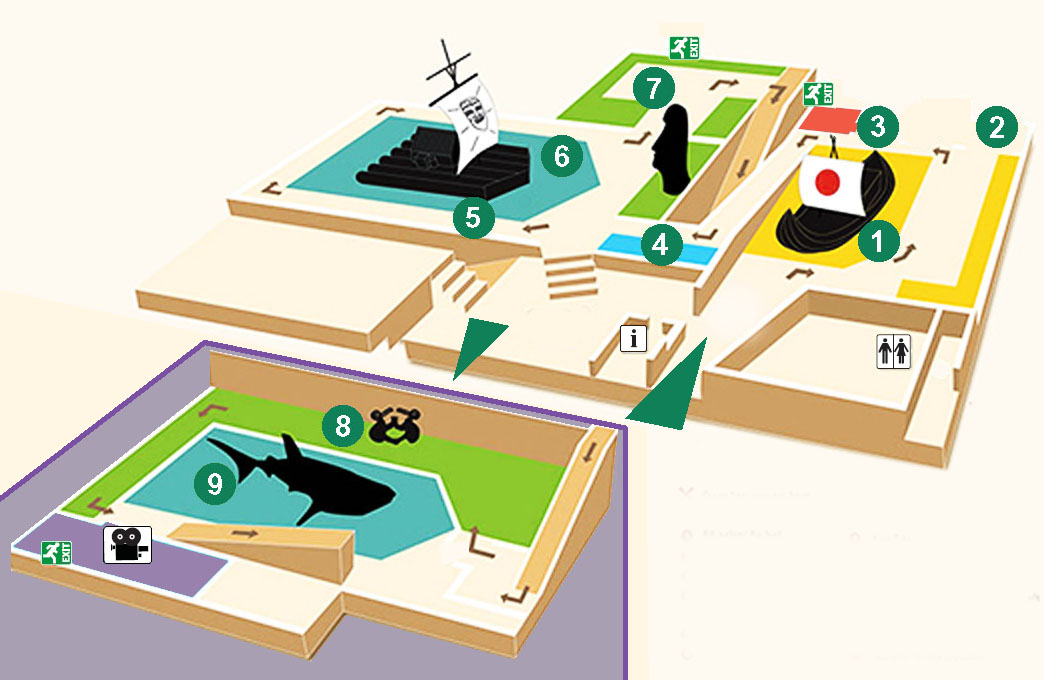
Plan muzeum: 1. Ra, 2. Tygrys, 3. audytorium wystaw czasowych, 4. Fatu Hiva, 5. Polinezja, 6. Tratwa Kon-Tiki, 7. Wyspa Wielkanocna, 8. Sztuczna jaskinia, 9. Pod tratwą

Muzeum Kon-Tiki (nor. Kon-Tiki Museet) – muzeum poświęcone ekspedycjom Thora Heyerdahla (1914–2002) – norweskiego etnografa i podróżnika; położone w archipelagu Bygdøy w Oslo.
W muzeum znajduje się archiwum Thora Heyerdahla – kolekcje fotografii, dzienniki, listy prywatne, manuskrypty książek i plany wypraw z lat 1937–2002, które w 2011 roku zostało wpisane na międzynarodową listę UNESCO Pamięć Świata.

## Historia
Muzeum powstało z inicjatywy Thora Heyerdahla i Knuta Hauglanda, by udostępnić szerszej publiczności pamiątki związane z wyprawą Kon-Tiki, w tym oryginalną tratwę Kon-Tiki.
Muzeum zostało otwarte 15 maja 1950 roku a jego pierwszym dyrektorem, pełniącym tę funkcję przez 40 lat był Knut Haugland. W 1957 roku muzeum zostało przeniesione do nowego budynku sfinansowanego m.in. z przychodów uzyskanych z udostępnienia tratwy Kon-Tiki na wystawach zagranicznych. W latach 70. XX wieku, gmach muzeum został rozbudowany, by pomieścić oryginalną łódź Ra II z ekspedycji Heyerdahla przez Atlantyk „Ra”.
Właścicielem muzeum jest fundacja prywatna – organizacja non-profit. Do 2014 roku placówkę odwiedziło 17 milionów zwiedzających.

## Zbiory
W zbiorach muzeum znajdują się oryginalne łodzie z ekspedycji Heyerdahla – tratwa Kon-Tiki i łódź Ra II. Permanentna ekspozycja obejmuje m.in. wystawy poświęcone ekspedycji na Fatu Hiva (1937), wyprawie Kon-Tiki (1947), ekspedycji na Wyspę Wielkanocną (1955), ekspedycji „Ra” (1969, 1970), ekspedycji „Tygrys” (1977). Codziennie o godzinie 12:00 w południe w kinie muzeum wyświetlany jest nakręcony podczas wyprawy Kon-Tiki film dokumentalny Kon-Tiki, który w 1952 roku uzyskał nagrodę Oscara.
W muzeum znajduje się archiwum Thora Heyerdahla, które w 2011 roku zostało wpisane na międzynarodową listę UNESCO Pamięć Świata. Archiwum obejmuje m.in. kolekcje fotografii, dzienniki, listy prywatne, manuskrypty książek i plany wypraw z lat 1937–2002.

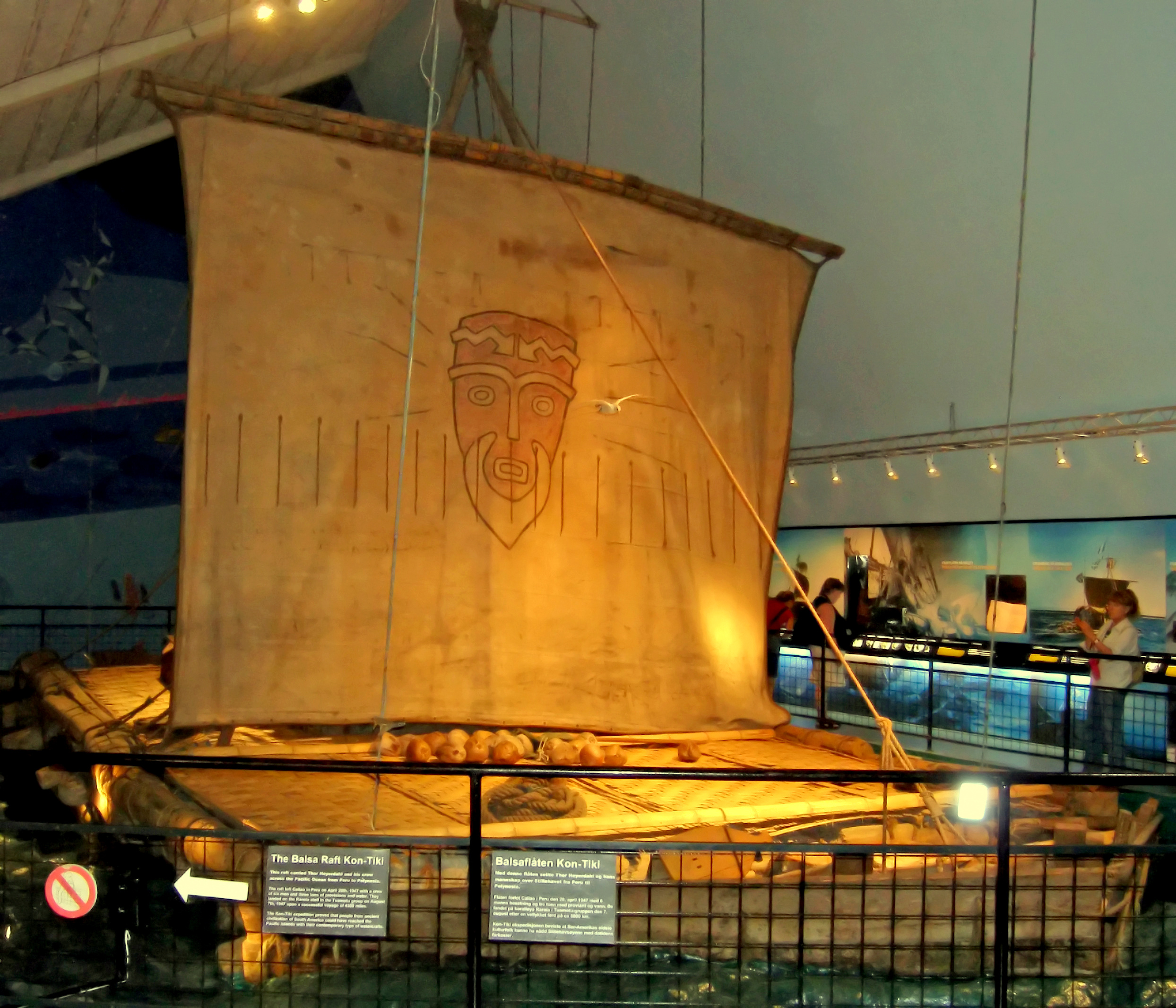
Tratwa Kon-Tiki
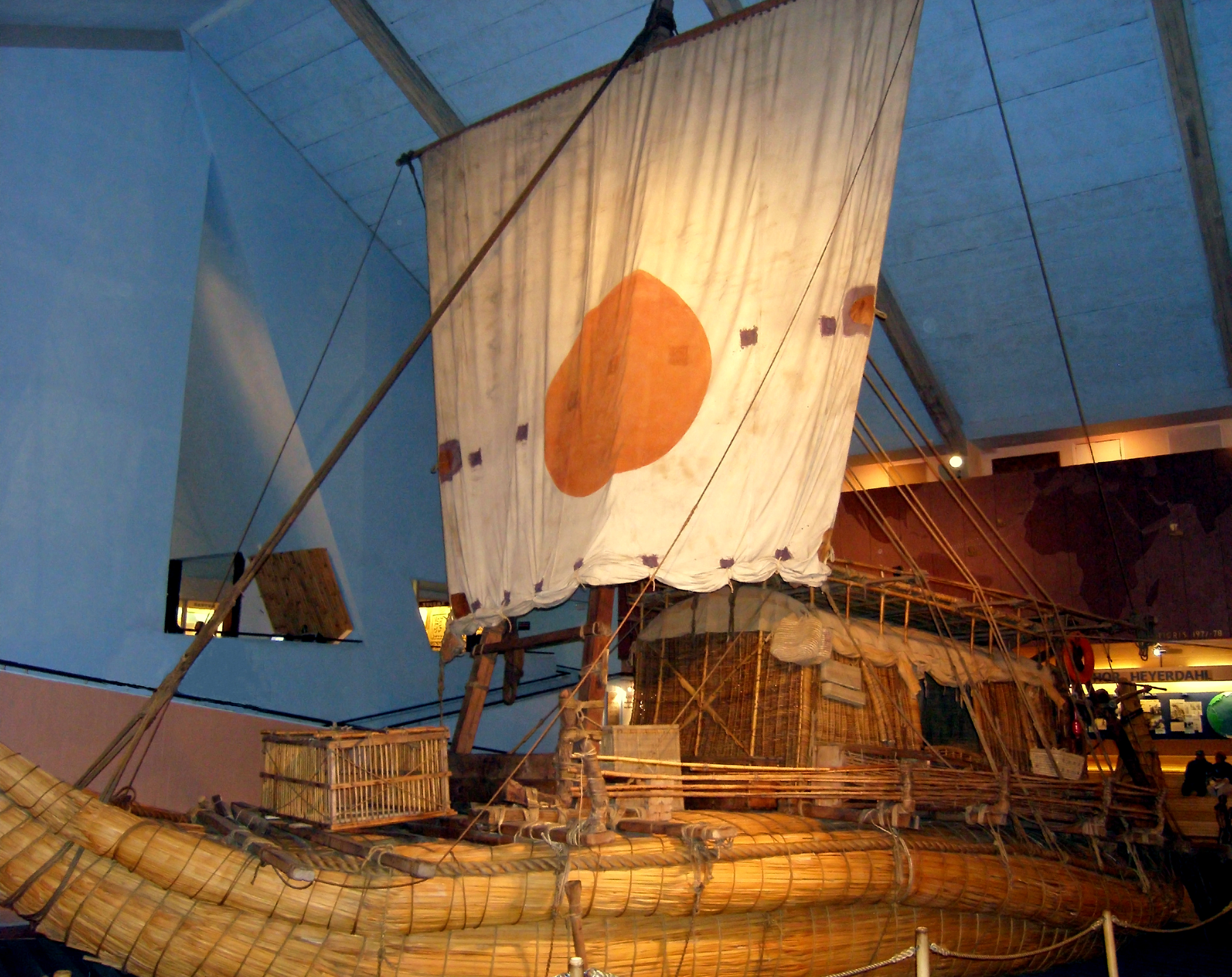
Łódź Ra II
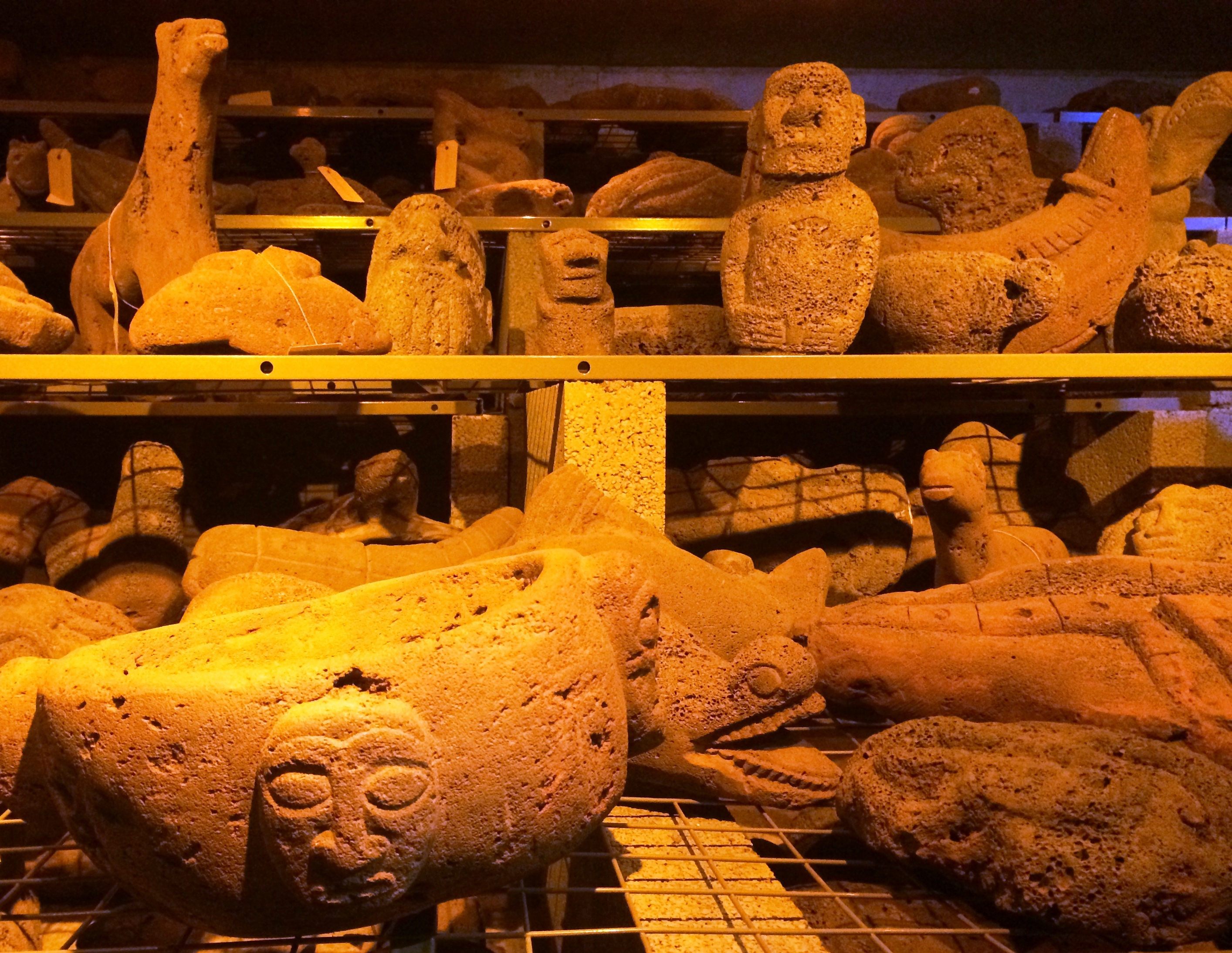
Eksponaty z Wyspy Wielkanocnej